# Eden Upton Eddis
Eden Upton Eddis, né en 1812 et mort en 1901 à Shalford, est un portraitiste britannique.

## Biographie
Né en 1912, Eden Upton Eddis est un élève de Sass[Lequel ?] et des écoles de la Royal Academy.
D'abord paysagiste, il se lance ensuite dans la peinture de portraits et obtient un grand succès dans ce domaine. Il est un artiste très populaire, bien qu'il se soit retiré pour s'installer à Shalford (près de Guildford) vers la fin de sa vie parce qu'il devient sourd. Parmi les portraits d'hommes célèbres qu'il peints, on peut citer ceux de Sydney Smith, Theodore Hook et Macaulay. Il réalise plusieurs portraits remarquables d'enfants, à l'huile et au crayon.
Il meurt en 1901 à Shalford.